# David Miller (regista)
David Miller (Paterson, 28 novembre 1909 – Los Angeles, 14 aprile 1992) è stato un regista statunitense.

## Filmografia parziale
- Penny Wisdom – cortometraggio (1937)
- Penny's Party – cortometraggio (1938)
- The Great Heart – cortometraggio (1938)
- Drunk Driving – cortometraggio (1939)
- More about Nostradamus – cortometraggio (1941)
- Terra selvaggia (Billy the Kid) (1941)
- Sunday Punch (1942)
- I falchi di Rangoon (Flying Tigers) (1942)
- Una notte sui tetti (Love Happy) (1949)
- Noi che ci amiamo (Our Very Own) (1950)
- Saturday's Hero (1951)
- So che mi ucciderai (Sudden Fear) (1952)
- Trafficanti d'oro (Beautiful Stranger) (1954)
- Diana la cortigiana (Diane) (1956)
- Sesso debole? (The Opposite Sex) (1956)
- La storia di Esther Costello (The Story of Esther Costello) (1957)
- Divieto d'amore (Happy Anniversary) (1959)
- Merletto di mezzanotte (Midnigth Lace) (1960)
- Il sentiero degli amanti (Back Street) (1961)
- Solo sotto le stelle (Lonely Are the Brave) (1962)
- Capitan Newman (Captain Newman, M.D.) (1963)
- Hail, Hero! (1969)
- Azione esecutiva (Executive Action) (1973)
- Amore dolce amore (Bittersweet Love) (1976)